# اجتماع ضدین
اجتماع ضدین یکی از اصطلاحات منطقی است که در استدلال کاربرد دارد.
این اصطلاح یکجا بودن دو عنصر ضد (نافی یکدیگر) را در یک ظرف (مکان، زمان و ..) را محال می‌داند. به‌طور مثال در یک لحظه امکان ندارد که در یک جای از کرهٔ زمین هم روز باشد و هم شب باشد. زیرا روز و شب در ظرف مکان ضدین هستند.
البته باید دقت شود که باید دو عنصر در ظرف مشخص شده کاملاً ضد هم باشند. در همین مثال روز و شب بودن نمی‌توان روز و شب بودن هم‌زمان را برای زمین ضدین دانست. زیرا در هر لحظه بخش‌هایی از زمین شب است و بخش‌هایی نیز روز. در این نمونه این ظرف زمان و مکان است که روز و شب را ضدین کرده‌است.

## استفاده استدلال
محال بودن اجتماع ضدین در انتهای اثبات به‌شیوهٔ برهان خلف نیز استفاده می‌شود. در انتهای برهان خلف بعضاً به موردی می‌رسیم از فرض خلف حکمی به‌دست می‌آید که نقیض خود فرض خلف است.
به‌طور مثال در برهان خلف اگر با فرض فرد بودن یک عدد در یک عبارت ریاضی به این نتیجه رسیدیم که آن عدد زوج است چون زوج و فرد بودن نسبت به‌هم ضدین محسوب می‌شوند، به این نتیجه می‌رسیم که فرض مسئله کاملاً اشتباه است.